# Mario Gila
Mario Gila Fuentes (* 29. srpna 2000) je španělský fotbalista, který hraje jako obránce za klub Lazio.

## Klubová kariéra

### Raná kariéra
Narodil se v Barceloně. V roce 2018 přešel z akademie Espanyolu do akademie Realu Madrid, podepsal smlouvu do roku 2024. V roce 2019 začal hrát za rezervní tým.

### Real Madrid
Za Real Madrid debutoval v La Lize v zápase proti Espanyolu, střídal v 75. minutě.[kdy?]

### Lazio
V červenci 2022 přestoupil za 6 milionů eur do Lazia. 30. října 2022 debutoval v Serii A proti Salernitaně.
28. listopadu 2023 debutoval v Lize mistrů, odehrál celý zápas proti Celticu Glasgow.